# Ryland Heights
Pour les articles homonymes, voir Ryland.
La ville de Ryland Heights est située dans le comté de Kenton, dans le Commonwealth du Kentucky, aux États-Unis. Sa population, qui s’élevait à 1 022 habitants lors du recensement de 2010, est estimée à 1 044 habitants au 1er juillet 2020.